# Zimska vojna Nikole Zrinskog Čakovečkog
Zimska vojna Nikole Zrinskog Čakovečkog, pohod velike vojne postrojbe Habsburške Monarhije i njezinih saveznika pod zapovjedništvom hrvatskoga bana Nikole Zrinskog Čakovečkog na od Turskog Carstva okupirano područje južne Ugarske u vrijeme zime početkom 1664. godine. Predvodeći vojsku od oko 25 000 ratnika, što je za ondašnje prilike bila srazmjerno velika snaga, Zrinski je nastojao na dulje vrijeme osujetiti daljnje pljačkaške i osvajačke planove Turaka. U tome je pohodu oslobođeno nekoliko utvrda (Berzencze - na hrvatskom: Brežnica, zatim Babocsa/Bobovec, Barcs/Barč, Turbek, te podgrađe utvrde Pecs/Pečuh), a na kraju je zapaljen i većim dijelom uništen veliki osmanski most kod Osijeka, poznatiji kao Sulejmanov most. Sultanove su inženjerijske formacije razmjerno brzo popravile i nanovo izgradile uništene dijelove spaljena mosta te je za nekoliko mjeseci njegova vojska od oko 100 000 ljudi prešla preko njega i ponovno uspostavila svoju vlast u južnoj Ugarskoj.

## Političko-vojna pozadina
Sredinom 17. stoljeća je između Habsburške Monarhije i Turskog Carstva formalno vladao mir, ali su na dugoj granici dvaju carstava mjesni osmanski zapovjednici povremeno poduzimali pljačkaške pohode na usko slobodno područje Hrvatske i Ugarske. Hrvatski ban Nikola Zrinski Čakovečki odlučio je tome stati na kraj, odnosno osujetiti takve provale preko granice, iako nije imao potporu bečkog dvora za takve aktivnosti. Jedan od njegovih poteza za provedbu te odluke bila je, na primjer, 1661. godine započeta izgradnja utvrde Novi Zrin, koja bi Turke odvraćala od pljačkaških upada u Hrvatsku.
Premda ga je hrvatsko-ugarski kralj Leopold I. Habsburški opomenuo da prestane s izgradnjom Novog Zrina, jer time navodno krši potpisani mirovni sporazum, hrvatski ban nije tako postupio. Turski diplomatski predstavnici upozoravali su vlastodršce u Beču i zahtijevali od njih da prisile Zrinskog na poslušnost, ali je Novi Zrin svejedno izgrađen pa su turski vojni zapovjednici odlučili sami zauzeti i srušiti tu utvrdu. Poslije dva neuspješna pokušaja, Osmanlije su krajem 1663. godine u dubini svojeg teritorija pripremali veliku vojsku od oko 100 000 ljudi, kojoj je na čelu bio veliki vezir Fazıl Ahmed-paša Ćuprilić, za pohod na zapad, u sklopu kojega bi osvojili i Novi Zrin.
Dana 12. prosinca 1663. Hrvatski sabor donio je odluku o općoj insurekciji (to jest mobilizaciji) kako bi se formirale vojne postrojbe za čuvanje granice i protunapade na od Osmanlija okupirane teritorije. Nikola Zrinski uspio je isposlovati da hrvatskim i ugarskim postrojbama granicu dođu pomagati čuvati njemačko-austrijske trupe kojima je na čelu bio njemački general Wolfgang Julius grof Hohenlohe-Neuenstein. Zapovjednici obiju vojski odlučili su da je jako važno, i to pod hitno, iznenaditi neprijatelja pa će poduzeti snažan vojni udar odmah početkom zime kada je osmanska vojska manje spremna, jer se nalazi u zimskom mirovanju. 

## Tijek vojne
Dana 13. siječnja 1664. godine velika vojska, koja se skupila na rijeci Muri kod Međimurja, krenula je na istok, na okupirano područje južne Ugarske. Uz Nikolu Zrinskog vojsci su na čelu bili general Hohenlohe, ugarski grof Krsto Baćan (Kristof Batthyány), te mladi grof Pavao (Pál) Eszterházy de Galántha, koji je kasnije za svoje zasluge dobio naslov kneza. Među oko 25 000 ratnika koje su oni predvodili bilo je oko 16 000 Hrvata i Mađara, te oko 9000 Nijemaca i Austrijanaca.
Tijekom pohoda među prvima su 21. i 22. siječnja napadnuta turska uporišta Berzencze i Babocsa, iz kojih su Osmanlije razmjerno brzo istjerani, a zatim je oslobođena utvrda Barcs, te 25. siječnja započeta opsada Sigeta. Budući da je Siget bio jaka utvrda, za čije bi se zauzimanje potrošilo puno vremena i trebalo više opsadnih sprava i streljiva, odustalo se od opsade, pa su sve snage prebačene na opsadu Pečuha. Dana 29. siječnja uspješno je zauzeto vanjsko podgrađe pečuške utvrde, ali ne i sama dobro utvrđena i branjena unutrašnja tvrđava.
Vidjevši da bi opsada i zauzimanje cijelog Pečuha mogli potrajati, a da ne izgubi previše vremena, Nikola Zrinski je odlučio, u dogovoru s ostalim zapovjednicima, povesti konjaništvo na jug, prema rijeci Dravi, kako bi napao nekoliko kilometara dugi turski most kod Osijeka. Došavši do Darde, gdje su Osmanlije čuvali pristup mostu, Nikolini konjanici napali su 30. siječnja to neprijateljsko uporište i ubrzo rastjerali njegovu posadu, koja je preko mosta pobjegla u Osijek. Neki izvori govore da je Zrinski progonio Turke do Osijeka te spalio dio grada. U povratku je dao zapaliti most, čiji je veći dio izgorio. Ta epizoda Zimske vojne trajala je nekoliko dana, prema izvorima od 1. do 3. veljače 1664. godine.
Nakon onesposobljavanja Sulejmanova mosta, Zrinski se pri povratku na sjeverozapad već spominje 6. veljače na području Sigeta, a uskoro je hrvatski ban u svojem Međimurju započeo pripreme za napad na jako i važno tursko uporište Veliku Kanižu, najistureniju točku Osmanskog Carstva u jugozapadnoj Ugarskoj.

## Posljedice
Spaljeni Sulejmanov most Turci su obnavljali sljedećih nekoliko mjeseci te su se njime nakon toga ponovno koristili za prijelaz vojske preko Drave. Njihova velika vojna sila, koja se u međuvremenu skupila, krenula je na zapad i u lipnju došla do Novog Zrina, koji je poslije jednomjesečne opsade osvojila i do temelja srušila. Nikola Zrinski Čakovečki uspio je svojim zimskim pothvatom za neko vrijeme usporiti osmanske osvajače, koji su naposlijetku doživjeli veliki poraz u bitki kod Monoštera. 

## Galerija
| Spomen-ploča o oslobođenju utvrde Barcs/Barč u južnoj Ugarskoj u sklopu Zimske vojne 1664. (lijevo gore se nalazi grb Zrinskih) | Osječki most sultana Sulejmana | Paljenje Sulejmanovog mosta |